# Matthias John

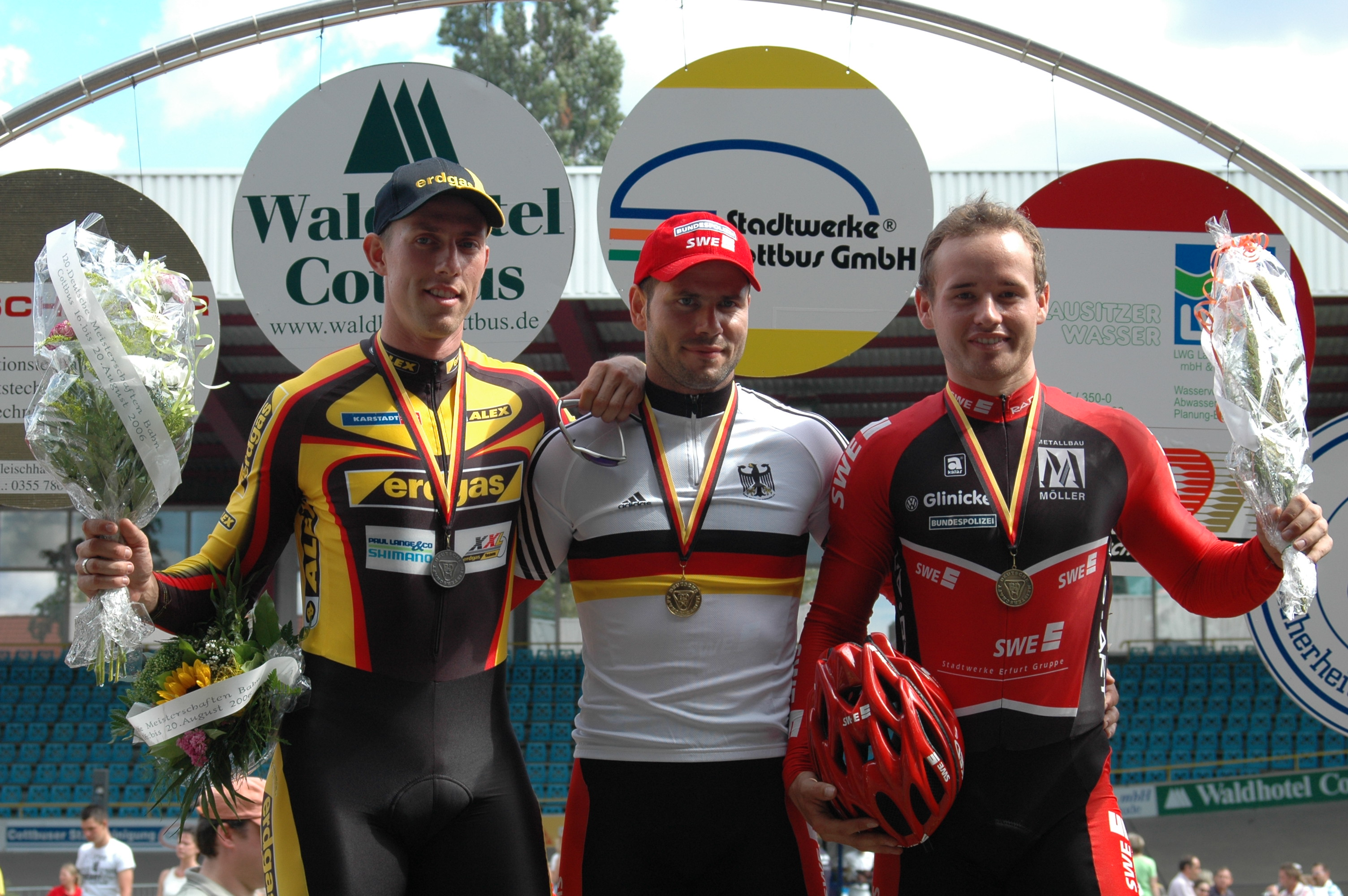
John (M.) als deutscher Meister im Sprint (2006), mit Stefan Nimke (l.) und Michael Seidenbecher

Matthias John (* 11. Dezember 1978 in Erfurt) ist ein ehemaliger deutscher Radrennfahrer, der vor allem im Bahnradsport aktiv war, in welchem er mehrfach Deutscher Meister und Europameister wurde.

## Sportliche Karriere
Matthias John wurde 1995 erstmals Deutscher Meister im Teamsprint der Junioren. Bei den Juniorenweltmeisterschaften 1996 in Slowenien wurde er zusammen mit Rene Wolff Vizeweltmeister im Teamsprint. 1997 gewann er bei der Nordisk Mesterskab in Odense den Teamsprint. Bei den Goodwill Games 1998 in New York gewann John den Sprintwettkampf. 2001 wurde er in Fiorenzuola d’Arda Bahnrad-Europameister im Teamsprint. Im selben Jahr gewann er gemeinsam mit Rene Wolff und Stefan Nimke den Teamsprint-Weltcup in Malaysia. Im folgenden Jahr konnte er den Europameistertitel in Büttgen verteidigen. 2003 wurde er zum ersten Mal Deutscher Meister im Teamsprint der Elite. In den Jahren 2007 und 2008 konnte er diesen Erfolg wiederholen. Bei den Bahn-Radweltmeisterschaften 2005 in Los Angeles gewann er die Bronzemedaille im Teamsprint. Außerdem wurde er 2005 Sieger beim Weltcup in Moskau. Bei den Deutschen Bahn-Radmeisterschaften gewann John 2006 und 2007 den Sprintwettbewerb der Elite. Von den internationalen Sprinterturnieren gewann er den Großen Preis von Büttgen 2001. Ebenfalls gewann John 2007 in Cottbus den Großen Preis von Deutschland. Hier besiegte er im Finale den Briten Chris Hoy.
Auf der Straße fuhr er in der Saison 2009 für das Continental Team Milram.

## Berufliches
Im Juli 2010 verkündete Matthias John seinen Rücktritt vom aktiven Radsport. Seitdem arbeitete er als Trainer bei Berlin-Personal-Training. Neben dem Sport absolvierte John erfolgreich ein Studium zum Sportwissenschaftler. Im Anschluss daran beendete er 2011 ein Studium zum Sportlehrer.

## Erfolge
2001
- Europameister – Teamsprint (mit Carsten Bergemann und Stefan Nimke)

2002
- Europameister – Teamsprint (mit Carsten Bergemann und Sören Lausberg)

2003
- Deutscher Meister – Teamsprint (mit Michael Seidenbecher und René Wolff)

2005
- Weltcup Moskau – Teamsprint (mit Carsten Bergemann und Stefan Nimke)

2006
- Deutscher Meister – Sprint

2007
- Deutscher Meister – Teamsprint (mit René Enders und Michael Seidenbecher)
- Deutscher Meister – Sprint

2008
- Deutscher Meister – Teamsprint (mit René Enders und Michael Seidenbecher)

## Teams
- 2009 Continental Team Milram